# Lepteutypa podocarpi
Lepteutypa podocarpi är en svampart som först beskrevs av Butin, och fick sitt nu gällande namn av Aa 1987. Lepteutypa podocarpi ingår i släktet Lepteutypa och familjen Amphisphaeriaceae.   Inga underarter finns listade i Catalogue of Life.